# Station Torre
Torre is een spoorwegstation van National Rail in Torbay in Engeland. Het station is eigendom van Network Rail en wordt beheerd door Great Western Railway. 